# Kraljevci (Słowenia)
Kraljevci – wieś w Słowenii, w gminie Sveti Jurij ob Ščavnici. 1 stycznia 2017 liczyła 143 mieszkańców.